# Wojna i pokój (film 1967)
Niektóre z zamieszczonych tu informacji wymagają weryfikacji.
Dokładniejsze informacje o tym, co należy poprawić, być może znajdują się w dyskusji tej sekcji.
 Po wyeliminowaniu niedoskonałości należy usunąć szablon [[Szablon:Dopracować|]] z tej sekcji.
Wojna i pokój (ros. Война и мир, Wojna i mir) – radziecki film fabularny (1965-1967) w reżyserii Siergieja Bondarczuka, będący adaptacją powieści historycznej Lwa Tołstoja pod tym samym tytułem.
Film powstawał w latach 1962–1967. Jest to ponad siedmiogodzinny, czteroczęściowy film epicki o Rosji w okresie wojen napoleońskich. Utwór ekranowy składa się z czterech części:
- Andrzej Bołkoński (Андрей Болконский) (1965)[3]
- Natasza Rostowa (Наташа Ростова) (1966)[4]
- Rok 1812 (1812 год) (1967)[5]
- Pierre Bezuchow (Пьер Безухов) (1967)[6]

W 1968 roku został nagrodzony Oscarem i Złotym Globem jako najlepszy film nieangielskojęzyczny.
W Polsce miał 5 mln widzów w 1967.

## Obsada
| Rola               | Aktor                 | Polski dubbing       |
| ------------------ | --------------------- | -------------------- |
| Pierre Bezuchow    | Siergiej Bondarczuk   | Gustaw Lutkiewicz    |
| Natasza Rostowa    | Ludmiła Sawieljewa    | Zofia Saretok        |
| Andriej Bołkoński  | Wiaczesław Tichonow   | Edmund Fetting       |
| Michaił Kutuzow    | Borys Zachawa         | Władysław Surzyński  |
| Mikołaj Bołkoński  | Anatolij Ktorow       | Jan Kreczmar         |
| Liza Bołkońska     | Anastasija Wiertinska | Alicja Wyszyńska     |
| Maria Bołkońska    | Antonina Szuranowa    | Maria Homerska       |
| Mikołaj Rostow     | Oleg Tabakow          | Józef Łotysz         |
| Napoleon Bonaparte | Władysław Strzelczyk  | Władysław Strzelczyk |

## Nagrody
- 1965: Grand Prix na Międzynarodowym Festiwalu Filmowym w Moskwie
- Wyróżnienie jury i dwutygodnika Sowietskij Ekran za kreację Ludmiły Sawieljewej
- Oscar za najlepszy film nieangielskojęzyczny

Źródło: